# Стерлінг Джерінс
Стерлінг Джерінс (англ. Sterling Jerins; нар. 15 червня 2004, Нью-Йорк) — американська акторка, відома за роллю Лілі Бауерс в телесеріалі NBC «Обман», Констанс Лейн у фільмі «Світова війна Z» і Джуді Воррен в двох частинах фільму «Закляття».Також відома за роллю Ліли Дюфресні в телесеріалі HBO «Розлучення».

## Кар'єра
У 2012 році знялася в зомбі-апокаліпсис-фільмі Марка Фостера «Світова війна Z», де зіграла роль Лілі Бауерс, молодшої дочки Джеррі (Бред Пітт) і Карен Лейн (Мірей Інос).Фільм вийшов в прокат 19 липня 2013 року.Тоді ж Джерінс з'явилася в містичному фільмі жахів «Закляття», де зіграла дочку Еда і Лоррейн Ворренів (Патрік Вілсон та Віра Фарміґа).
Знялася в романтичній комедії Роба Райнера «І так далі», зігравши другорядну роль онуки персонажа Майкла Дугласа.У 2015 році Джерінс знялася в містичному трилері Темні кутки, знятий за мотивами однойменного роману Гіліян Флінн.Там вона виконала роль молодої версії персонажа Шарліз Терон—Ліббі Дей.Також знялася в екшен-трилері Немає виходу разом з Оуеном Вілсоном та Лейк Белл.Знялася в червні 2016 року в драматичному фільмі «Дейзі Вінтерс».Там вона зіграла головну роль одинадцятирічної дівчинки.
Також Джерінс зіграла головну роль у комедійному телесеріалі HBO « Розлучення» разом з Сарою Джессіка Паркер.Восени 2017 року виходить 2 сезон серіалу, де вона знову зіграла головну роль. У 2016 році знову зіграла роль Джуді Воррен в сіквелі «Закляття 2».

## Особисте життя
Дочка акторів Едгара і Алани Джерінс. Її старша сестра Рубі Джерінс також є актрисою. У 2010 Рубі знялася у фільмі «Пам'ятай мене».

## Фільмографія
| Кіно        | Кіно                          | Кіно            | Кіно                                           | Кіно |
| Рік         | Назва                         | Роль            | Примітка                                       |      |
| ----------- | ----------------------------- | --------------- | ---------------------------------------------- | ---- |
| 2013        | Метелики Білл Бейкер          | Енні            |                                                |      |
| 2013        | Світова війна Z               | Констанція Лейн |                                                |      |
| 2013        | Закляття                      | Джуді Воррен    |                                                |      |
| 2014        | Колискова                     | молода Карен    |                                                |      |
| 2014        | Ось і вона                    | Сара Літтл      |                                                |      |
| 2014        | 5 авіаквитків                 | Зої             |                                                |      |
| 2015        | Темні кутки                   | молода Ліббі    |                                                |      |
| 2015        | Немає виходу                  | Люсі Двайр      |                                                |      |
| 2016        | Закляття 2: Енфілдська справа | Джуді Воррен    |                                                |      |
| 2017        | Дейзі Вінтерс                 | Дейзі Вінтерс   | Прем'єра в грудні 2017 р.                      |      |
| Телебачення |                               |                 |                                                |      |
| Рік         | Назва                         | Роль            | Примітки                                       |      |
| 2011        | Любий лікар                   | Джина           | Епізод: «Людина, що покликала дідуся»          |      |
| 2013        | Обман                         | Лілі Бауерс     | 5 епізодів                                     |      |
| 2016-2017   | Розлучення                    | Ліла Дюфресні   | 10 епізодів (Буде +10 епізодів восени 2017 г.) |      |